# Балмаз
Балмаз (рум. Balmaz) — село в Новоаненском районе Молдавии. Наряду с сёлами Чобановка, Мирное и Новотроицкое входит в состав коммуны Чобановка.

## География
Село расположено на высоте 52 метров над уровнем моря.

## Население
По данным переписи населения 2004 года, в селе Балмаз проживает 163 человека (81 мужчина, 82 женщины).
Этнический состав села:
| Национальность | Число жителей | Процентный состав |
| -------------- | ------------- | ----------------- |
| молдаване      | 117           | 71.78             |
| украинцы       | 39            | 23.93             |
| русские        | 6             | 3.68              |
| гагаузы        | 1             | 0.61              |
| Всего          | 163           | 100%              |